# Solanos

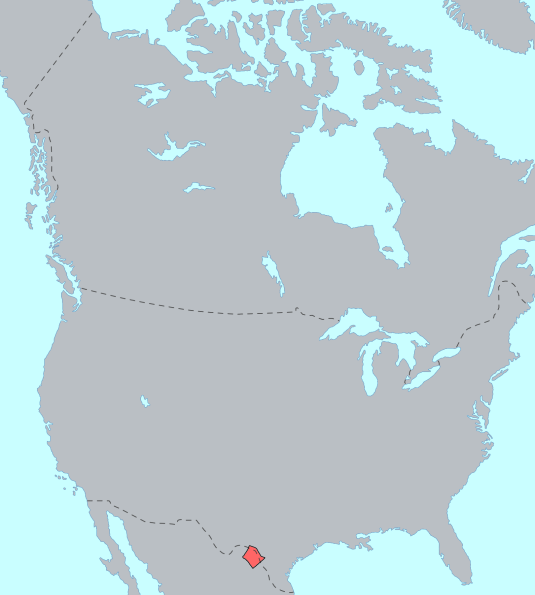
Territori solano

Els solanos (també coneguts com a terocodame, codam, hieroquodame, oodame, perocodame, teroodam) eren un poble d'amerindis dels Estats Units que vivien a la part meridional de Texas i la part septentrional de l'estat mexicà de Coahuila, a banda i banda del riu Grande prop d'Eagle Pass. Sobre la llengua que parlaven, el solano, està extingida i se'n sap ben poc, tot i que Jack D. Forbes els classifica com a coahuiltecs.
Cap al 1700 els espanyols van establir per a ells la Missió de San Francisco Solano, raó per la qual aquesta tribu van rebre aquest nom. El nom terocodame sembla que fou utilitzat per grups diferents del que era el dominant. Part dels terocodame seguí a la missió després de la seva reubicació en 1718 a la missió de San Antonio de Valero vora de San Antonio (Texas).